# Saltenwiese-Fernrodde
Das Naturschutzgebiet Saltenwiese-Fernrodde liegt auf dem Gebiet der Stadt Rheine im Kreis Steinfurt in Nordrhein-Westfalen.
Das aus zwei Teilflächen bestehende Gebiet erstreckt sich östlich der Kernstadt Rheine. Nördlich verläuft die Landesstraße L 501, fließt der Dortmund-Ems-Kanal und verläuft die A 30. Nordwestlich liegt der Flugplatz Rheine-Eschendorf, westlich erstreckt sich das 21,355 ha große Naturschutzgebiet Zachhorn.

## Bedeutung
Für Rheine ist seit 1990 ein 8,15 ha großes Gebiet unter der Kenn-Nummer ST-075 als Naturschutzgebiet ausgewiesen. Das Gebiet wurde unter Schutz gestellt zur Erhaltung, Förderung und Wiederherstellung von Lebensgemeinschaften oder Lebensstätten, insbesondere von seltenen, zum Teil stark gefährdeten Wat- und Wiesenvögeln und des feuchten Grünlandes.